# Vendeuvre
Vendeuvre település Franciaországban, Calvados megyében. Lakosainak száma 802 fő (2022. január 1.). Vendeuvre Condé-sur-Ifs, Courcy, Ernes, Jort, Perrières, Sassy, Mézidon-Vallée-d’Auge és Saint-Pierre-en-Auge községekkel határos.

## Népesség
A település népessége az elmúlt években az alábbi módon változott:
| Lakosok száma | 412  | 706  | 708  | 736  | 704  | 731  | 774  | 800  | 807  | 802  |
|               | 1968 | 1982 | 1990 | 2006 | 2013 | 2015 | 2017 | 2019 | 2020 | 2022 |